# Захисник прав людини Нагірно-Карабаської Республіки
Захисник прав людини Нагірно-Карабаської Республіки або Омбудсмен Нагірно-Карабаської Республіки — незалежна посадова особа, яка здійснює захист порушених державними органами, органами місцевого самоврядування та посадовими особами прав і свобод людини і громадянина в Нагірно-Карабаські Республіці.

## Правове регулювання
Захисника прав людини не менш як трьома п'ятими голосів від загального числа депутатів призначають Національні Збори строком на шість років. Одна й та ж особа не може призначатися Захисником прав людини більш ніж два рази поспіль.
Захисник прав людини незмінний.
Захисник прав людини не може обіймати посаду в державних органах чи органах місцевого самоврядування або в комерційній організації, займатися підприємницькою діяльністю, виконувати іншу оплачувану роботу, крім наукової, педагогічної та творчої. Захисник прав людини не може бути членом будь-якої партії.
Захисник прав людини наділений встановленої для депутата недоторканністю. Інші гарантії його діяльності встановлюються законом.
Захисник прав людини має право звертатися до Верховного Суду НКР.

## Утворення
Офіс омбудсмена НКР був сформований 16 квітня 2008, коли Юрій Айрапетян був обраний парламентом Нагірного Карабаху омбудсменом республіки відповідно до Конституції НКР. «Ми створили цей інститут в умовах нав'язаного нам воєнного стану. В умовах, в яких закони практично всіх країн дають можливість робити зовсім протилежне, тобто, дають можливість обмежити деякі права і свободи», — сказав Юрій Айрапетян, відзначивши, що за короткий період офісу вдалося завоювати довіру і повагу громадян НКР, сформувавши, в той же час, атмосферу доброзичливого ставлення і взаєморозуміння з усіма гілками влади.

## Міжнародне визнання
Офіс омбудсмена НКР 31 серпня 2009 р. отримав інституціональний статус Інституту європейського омбудсмена, незважаючи на серйозну протидію міністерства закордонних справ Азербайджану. Всі 11 членів виконавчого органу Інституту одноголосно висловилися за дане рішення. Але до цього делегація інституту на чолі з директором відвідала Степанакерт, ознайомилася з діяльністю офісу омбудсмена НКР і рівнем захисту прав людини в республіці.

## Діяльність
У 2008 р. в НКР порушень прав людини виключно суспільного значення або масового характеру зареєстровано не було. У цілому омбудсмен отримав 196 заяв, 113 з яких в письмовій, а 83 — в усній формі. Переважна частина заяв — від мешканців міста Степанакерт. За словами омбудсмена, нечисленність отриманих з районів заяв зовсім не свідчить про те, що права людини в районах краще захищені. Перш за все, це говорить про важкодоступність офісу омбудсмена для жителів районів і низькому рівні правосвідомості населення. Ось чому створення в райцентрах республіки представництв Інституту омбудсмена є необхідністю, сказав Ю. Айрапетян.
Заяви громадян, адресовані омбудсмену, стосувалися неправомірних дій недержавних органів, організацій або фізичних осіб. У подібних випадках були дані вичерпні юридичні консультації щодо застосування передбачених законом інших заходів (в основному судових) для відновлення прав, так як омбудсмен розглядає лише скарги щодо порушення прав людини органами місцевого самоврядування та посадовими особами, що їх очолюють. «Ми помітили, що у частини людей сформувалося недовіра до діяльності судів. Вони наводять численні приклади винесення судами, на їхню думку, несправедливого рішення. Як омбудсмен, я вважаю, що підвищення ролі судів є необхідністю. Здійснення ефективного правосуддя призведе до формування переконаності, що Нагірно-Карабаська Республіка дійсно правова держава», — сказав Юрій Айрапетян.
Дослідження показали, що питання про право громадян на гарантовані Конституцією НКР задовільні житлові умови також досить актуальне. Мова про громадян, що залишилися без даху над головою внаслідок ракетно-артилерійських обстрілів під час Арцаської війни, а також про зруйновані будинки, що потребують ремонту.
Виходячи з ряду отриманих заяв, виникла необхідність надати консультацію з деяких положень Земельного кодексу НКР. Були дані консультації також з питань захисту прав і свобод у зв'язку з набуттям громадянства і отриманням паспорта.
У звітний період в Інститут омбудсмена звернулися 103 громадянина. Були проведені прийоми в райцентрах Мартуні, Мартакерт, Гадрут, в селах Кармір шука, Тагавард — всього понад 30 громадян.
У 2008 р. омбудсмен та представники апарату систематично відвідували Шушинський кримінально-виконавчу установа, де зустрічалися з ув'язненими що відбувають покарання, вислуховували їхні скарги і фіксували факти порушення прав людини.